# 7051 Sean
A 7051 Sean (ideiglenes jelöléssel 1985 JY) egy kisbolygó a Naprendszerben. Carolyn Shoemaker és Eugene Merle Shoemaker fedezte fel 1985. május 13-án.
Nevét Sean Colin Woodard, a felfedezők unokája után kapta.